# 科特布吕讷
科特布吕讷（法語：Côtebrune，法語發音：[kot(ə)bʁyn]）是法国杜省的一个市镇，属于贝桑松区。

## 地理
科特布吕讷（47°15'16"N, 6°18'44"E）面积3.22 平方千米，位于法国勃艮第-弗朗什-孔泰大區杜省，该省份为法国东部内陆省份，北起上索恩省，西接汝拉省，东部及东南部与瑞士接壤，东北部与贝尔福地区省接壤。
与科特布吕讷接壤的市镇（或旧市镇、城区）包括：马尼-沙特拉尔、阿伊塞。

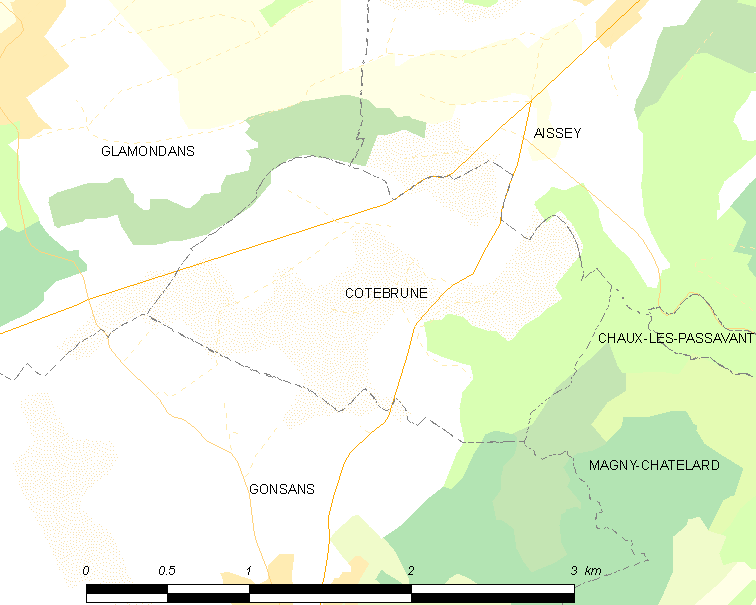
科特布吕讷的OSM定位图

科特布吕讷的时区为UTC+01:00、UTC+02:00（夏令时）。

## 行政
科特布吕讷的邮政编码为25360，INSEE市镇编码为25166。

## 政治
科特布吕讷所属的省级选区为博姆莱达姆县。

## 人口

1962-2008年间科特布吕讷人口变化图示

科特布吕讷于2022年1月1日时的人口数量为82人。